# San Cristóbal (El Salvador)
San Cristóbal è un comune del dipartimento di Cuscatlán, in El Salvador.